# Institutionen Ingenjörshögskolan
Institutionen Ingenjörshögskolan var fram till den 1 juli 2014 en institution vid Högskolan i Borås. Institutionen Ingenjörshögskolan bildades 1989 som ett led av att det fyraåriga tekniska gymnasieprogrammet gjordes om till ett treårigt gymnasieprogram.
1 juli 2014 uppgick Institutionen Ingenjörshögskolan i den nybildade Akademin för Textil, Teknik och Ekonomi. Detta efter en stor omorganisation på Högskolan i Borås. 
Högskolan i Borås var tidigt via Institutionen Ingenjörshögskolan en av fyra aktörer i samarbetsprojektet Waste Recovery - International Partnership tillsammans med de övriga parterna, Borås Stad, Borås Energi & Miljö AB samt SP. Efter omorganisationen på högskolan fortgår samarbetet.